# Mistrovství světa v inline hokeji žen 2010
Mistrovství světa v inline hokeji žen 2010 je ženská inline hokejová akce roku 2010, která spadá pod federaci FIRS.

## Účastníci
| Vlajka    | Stát                     |
| --------- | ------------------------ |
| USA       | USA (Severní Amerika)    |
| Česko     | Česko (Evropa)           |
| Kanada    | Kanada (Severní Amerika) |
| Francie   | Francie (Evropa)         |
| Španělsko | Španělsko (Evropa)       |
| Finsko    | Finsko (Evropa)          |
| Čína      | Čína (Asie)              |
| Slovensko | Slovensko (Evropa)       |

## Stadiony
| Město  | Stadion              |
| ------ | -------------------- |
| Beroun | Zimní stadion Beroun |

## Skupiny

### Skupina A
Ve skupině A hráli týmy Francie, Španělsko, USA a Slovensko.
Zápasy
| 3. července 2010 14.50 |       |           |                              |
| Francie                | 0 - 0 | Španělsko | Zimní stadion Beroun, Beroun |
|                        |       |           | Zimní stadion Beroun, Beroun |

| 3. července 2010 19.30 |       |           |                              |
| USA                    | 8 - 0 | Slovensko | Zimní stadion Beroun, Beroun |
|                        |       |           | Zimní stadion Beroun, Beroun |

| 4. července 2010 14.30 |       |     |                              |
| Španělsko              | 1 - 5 | USA | Zimní stadion Beroun, Beroun |
|                        |       |     | Zimní stadion Beroun, Beroun |

| 4. července 2010 16.00 |       |         |                              |
| Slovensko              | 0 - 5 | Francie | Zimní stadion Beroun, Beroun |
|                        |       |         | Zimní stadion Beroun, Beroun |

| 5. července 2010 16.00 |       |           |                              |
| Španělsko              | 2 - 2 | Slovensko | Zimní stadion Beroun, Beroun |
|                        |       |           | Zimní stadion Beroun, Beroun |

| 5. července 2010 20.30 |       |         |                              |
| USA                    | 6 - 0 | Francie | Zimní stadion Beroun, Beroun |
|                        |       |         | Zimní stadion Beroun, Beroun |

Tabulka
| Poř. | Tým       | Z | V | R | P | VG | OG | B |
| ---- | --------- | - | - | - | - | -- | -- | - |
| 1.   | USA       | 3 | 3 | 0 | 0 | 19 | 1  | 6 |
| 2.   | Francie   | 3 | 1 | 1 | 1 | 5  | 6  | 3 |
| 3.   | Španělsko | 3 | 0 | 2 | 1 | 3  | 7  | 2 |
| 4.   | Slovensko | 3 | 0 | 1 | 2 | 2  | 15 | 1 |

### Skupina B
Ve skupině B hráli týmy Kanada, Finsko, Česko a Čína.
Zápasy
| 3. července 2010 13.30 |       |        |                              |
| Kanada                 | 7 - 2 | Finsko | Zimní stadion Beroun, Beroun |
|                        |       |        | Zimní stadion Beroun, Beroun |

| 3. července 2010 18.00 |        |      |                              |
| Česko                  | 13 - 0 | Čína | Zimní stadion Beroun, Beroun |
|                        |        |      | Zimní stadion Beroun, Beroun |

| 4. července 2010 17.30 |       |       |                              |
| Finsko                 | 0 - 5 | Česko | Zimní stadion Beroun, Beroun |
|                        |       |       | Zimní stadion Beroun, Beroun |

| 4. července 2010 19.00 |        |        |                              |
| Čína                   | 0 - 11 | Kanada | Zimní stadion Beroun, Beroun |
|                        |        |        | Zimní stadion Beroun, Beroun |

| 5. července 2010 14.30 |        |      |                              |
| Finsko                 | 12 - 1 | Čína | Zimní stadion Beroun, Beroun |
|                        |        |      | Zimní stadion Beroun, Beroun |

| 5. července 2010 17.30 |       |        |                              |
| Česko                  | 2 - 3 | Kanada | Zimní stadion Beroun, Beroun |
|                        |       |        | Zimní stadion Beroun, Beroun |

Tabulka
| Poř. | Tým    | Z | V | R | P | VG | OG | B |
| ---- | ------ | - | - | - | - | -- | -- | - |
| 1.   | Kanada | 3 | 3 | 0 | 0 | 21 | 4  | 6 |
| 2.   | Česko  | 3 | 2 | 0 | 1 | 20 | 3  | 4 |
| 3.   | Finsko | 3 | 1 | 0 | 2 | 14 | 13 | 2 |
| 4.   | Čína   | 3 | 0 | 0 | 3 | 1  | 36 | 0 |

## Vyřazovací boje

### Čtvrtfinále
| 6. červenec 2010 13:00 |       |      |                              |
| USA                    | 6 - 1 | Čína | Zimní stadion Beroun, Beroun |
|                        |       |      | Zimní stadion Beroun, Beroun |

| 6. červenec 2010 15:00 |       |        |                              |
| Francie                | 4 – 1 | Finsko | Zimní stadion Beroun, Beroun |
|                        |       |        | Zimní stadion Beroun, Beroun |

| 6. červenec 2010 17:00 |       |           |                              |
| Česko                  | 5 – 1 | Španělsko | Zimní stadion Beroun, Beroun |
|                        |       |           | Zimní stadion Beroun, Beroun |

| 6. červenec 2010 19:00 |       |           |                              |
| Kanada                 | 6 - 0 | Slovensko | Zimní stadion Beroun, Beroun |
|                        |       |           | Zimní stadion Beroun, Beroun |

### Semifinále
| 7. červenec 2010 17:00 |       |     |                              |
| Česko                  | 6 - 2 | USA | Zimní stadion Beroun, Beroun |
|                        |       |     | Zimní stadion Beroun, Beroun |

| 7. červenec 2010 19:00 |                 |         |                              |
| Kanada                 | 5 - 4 po prodl. | Francie | Zimní stadion Beroun, Beroun |
|                        |                 |         | Zimní stadion Beroun, Beroun |

### O 3. místo
| 8. červenec 2010 17:00 |       |         |                              |
| USA                    | 3 - 0 | Francie | Zimní stadion Beroun, Beroun |
|                        |       |         | Zimní stadion Beroun, Beroun |

### Finále
| 8. červenec 2010 19:00 |       |        |                              |
| Česko                  | 3 - 1 | Kanada | Zimní stadion Beroun, Beroun |
|                        |       |        | Zimní stadion Beroun, Beroun |

### O další místa

#### O umístění
| 7. červenec 2010 13:00 |       |           |                              |
| Čína                   | 1 - 8 | Španělsko | Zimní stadion Beroun, Beroun |
|                        |       |           | Zimní stadion Beroun, Beroun |

| 7. červenec 2010 15:00 |       |           |                              |
| Finsko                 | 3 - 5 | Slovensko | Zimní stadion Beroun, Beroun |
|                        |       |           | Zimní stadion Beroun, Beroun |

#### O 7. místo
| 8. červenec 2010 13:00 |       |      |                              |
| Finsko                 | 5 - 1 | Čína | Zimní stadion Beroun, Beroun |
|                        |       |      | Zimní stadion Beroun, Beroun |

#### O 5. místo
| 8. červenec 2010 15:00 |       |           |                              |
| Slovensko              | 1 - 4 | Španělsko | Zimní stadion Beroun, Beroun |
|                        |       |           | Zimní stadion Beroun, Beroun |

## Konečné pořadí týmů
| Místo | Tým       |
| ----- | --------- |
| 1.    | Česko     |
| 2.    | Kanada    |
| 3.    | USA       |
| 4.    | Francie   |
| 5.    | Španělsko |
| 6.    | Slovensko |
| 7.    | Finsko    |
| 8.    | Čína      |